# Шамање
Шамање (фр. Chamagnieu) насеље је и општина у источној Француској у региону Рона-Алпи, у департману Изер која припада префектури Ла Тур ди Пен.
По подацима из 2011. године у општини је живело 1481 становника, а густина насељености је износила 108,1 становника/km². Општина се простире на површини од 13,7 km². Налази се на средњој надморској висини од 217 метара (максималној 341 m, а минималној 202 m).

## Демографија
| 1962. | 1968. | 1975. | 1982. | 1990. | 1999. | 2011. |
| ----- | ----- | ----- | ----- | ----- | ----- | ----- |
| 404   | 432   | 514   | 817   | 1.010 | 1.180 | 1.481 |

График промене броја становника у току последњих година